# Nasozetes stunkardi
Nasozetes stunkardi är en kvalsterart som beskrevs av Sengbusch 1957. Nasozetes stunkardi ingår i släktet Nasozetes och familjen Hemileiidae. Inga underarter finns listade i Catalogue of Life.